# Jaskier bulwkowy
Jaskier bulwkowy (Ranunculus bulbosus L.) – gatunek rośliny z rodziny jaskrowatych (Ranunculaceae Juss.). W stanie dzikim występuje w północnej Afryce, w zachodniej Azji, na Kaukazie i w Europie. W Polsce jest dość pospolity na całym niżu. Ponadto został naturalizowany w innych częściach świata, między innymi na wyspie Reunion. Znany też jako jaskier bulwiasty.

## Rozmieszczenie geograficzne
Rośnie naturalnie w Maroku, północnych częściach Algierii i Egiptu, w Portugalii, Hiszpanii (łącznie z Balearami), Francji (łącznie z Korsyką), Belgii, Holandii, Wielkiej Brytanii, Irlandii, w południowych częściach Norwegii, Szwecji i Finlandii, w Danii, w Estonii, na Łotwie, Litwie, Białorusi, w zachodniej części Ukrainy, a także na Krymie, w Polsce, Niemczech, Czechach, na Słowacji, Węgrzech, w Austrii, Włoszech (łącznie z Sardynią i Sycylią), Słowenii, Chorwacji, Bośni i Hercegowinie, Czarnogórze, Serbii, Rumunii, Bułgarii, Macedonii Północnej, Albanii, Grecji (łącznie z Kretą), Armenii, Azerbejdżanie, Gruzji oraz w Rosji – w jej europejskiej części oraz w Dagestanie i na Kaukazie Północnym. 

## Morfologia

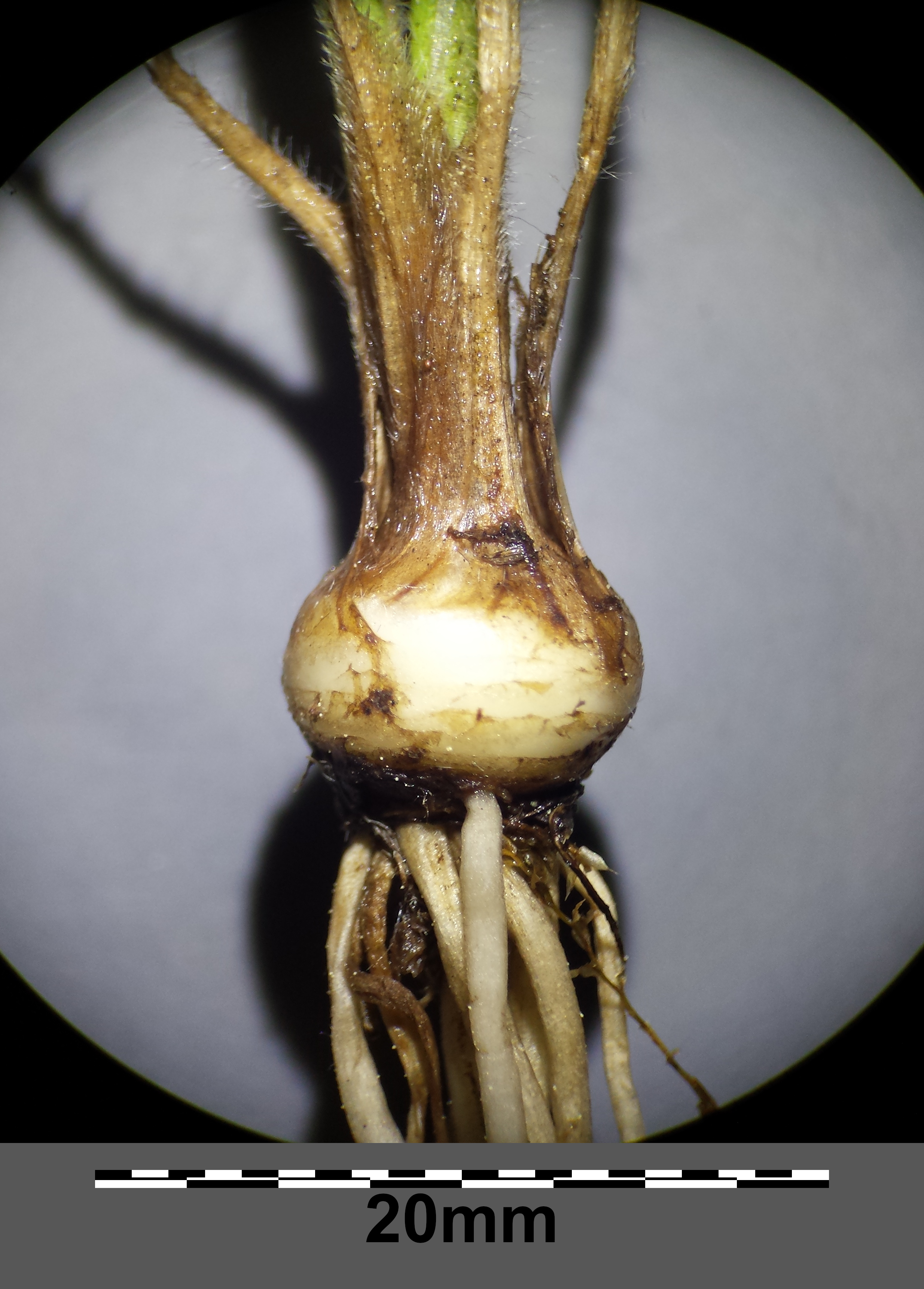
Pęd u nasady bulwkowaty zgrubiały

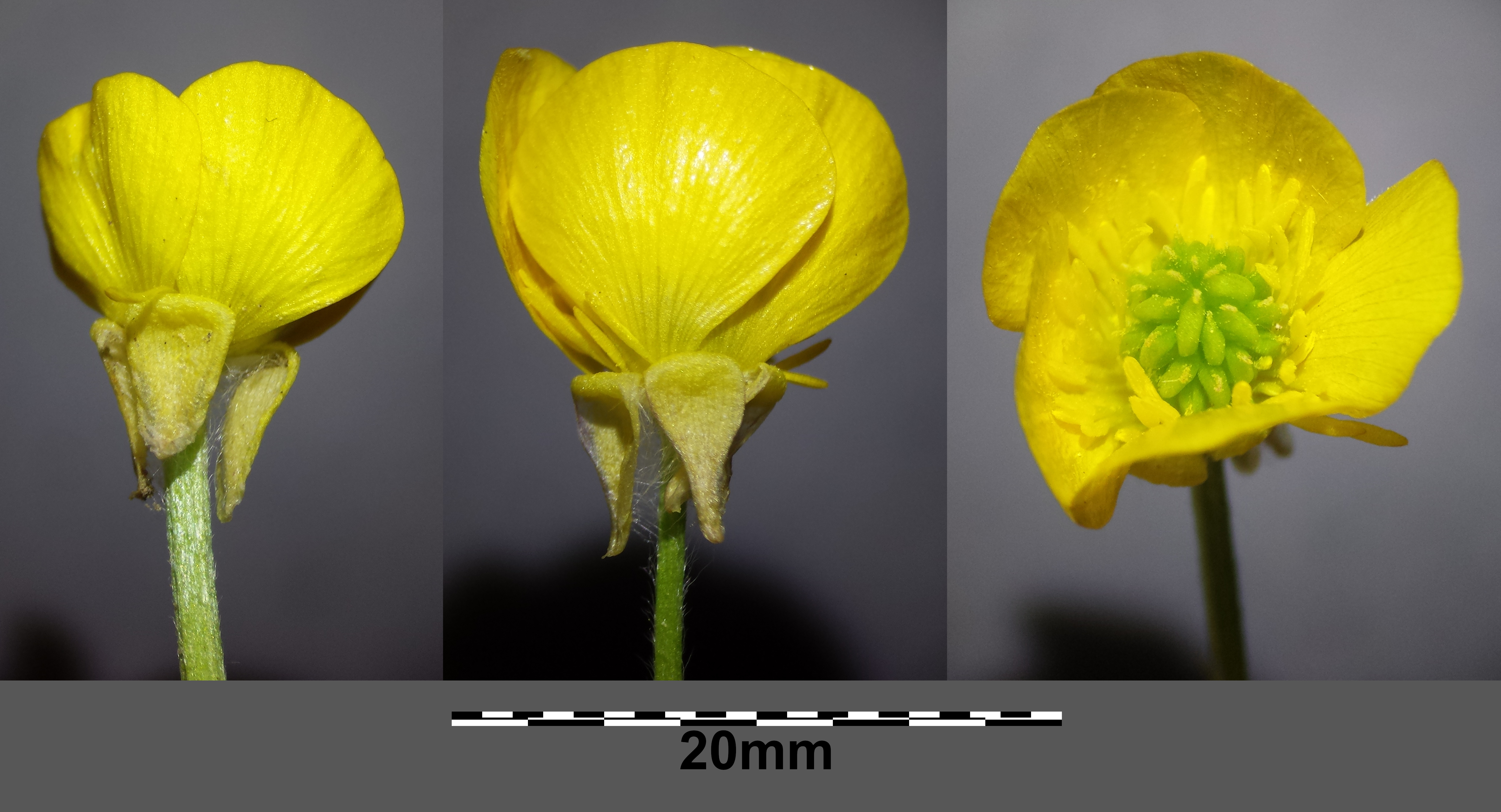
Kwiat z odgiętymi w dół działkami

ŁodygaPęd u nasady bezpośrednio pod powierzchnią gleby bulwkowato zgrubiały. Łodyga do 30 cm wysokości, prosta, owłosiona (u dołu odstająco, u góry przylegająco). Roślina nie tworzy rozłogów.
KorzeńKrótki, ucięty z licznymi korzeniami bocznymi.
LiścieO zmiennym kształcie. Najczęściej 3–dzielne lub 3–sieczne, składające się z klapowanych i zazębiających się odcinków, środkowy na krótkim ogonku. Z wierzchu przylegająco, a spodem odstająco owłosione.
KwiatyPojedyncze, żółte, wierzchołkowe o średnicy 2–3 cm na bruzdkowanych szypułkach. Odgięte działki kielicha przylegają zewnętrzną stroną do szypułki kwiatowej.
OwoceOwocostan szczeciniasty, owocami są drobne orzeszki delikatnie punktowane z niewielkim, zagiętym dzióbkiem.

## Biologia i ekologia
Bylina, geofit, hemikryptofit. Kwitnie od maja do czerwca. Siedlisko: suche łąki, murawy nawapienne i przydroża. Wymaga gleb gliniastych, wapiennych i suchych. Roślina trująca – zawiera ranunkulinę. Liczba chromosomów 2n= 16.

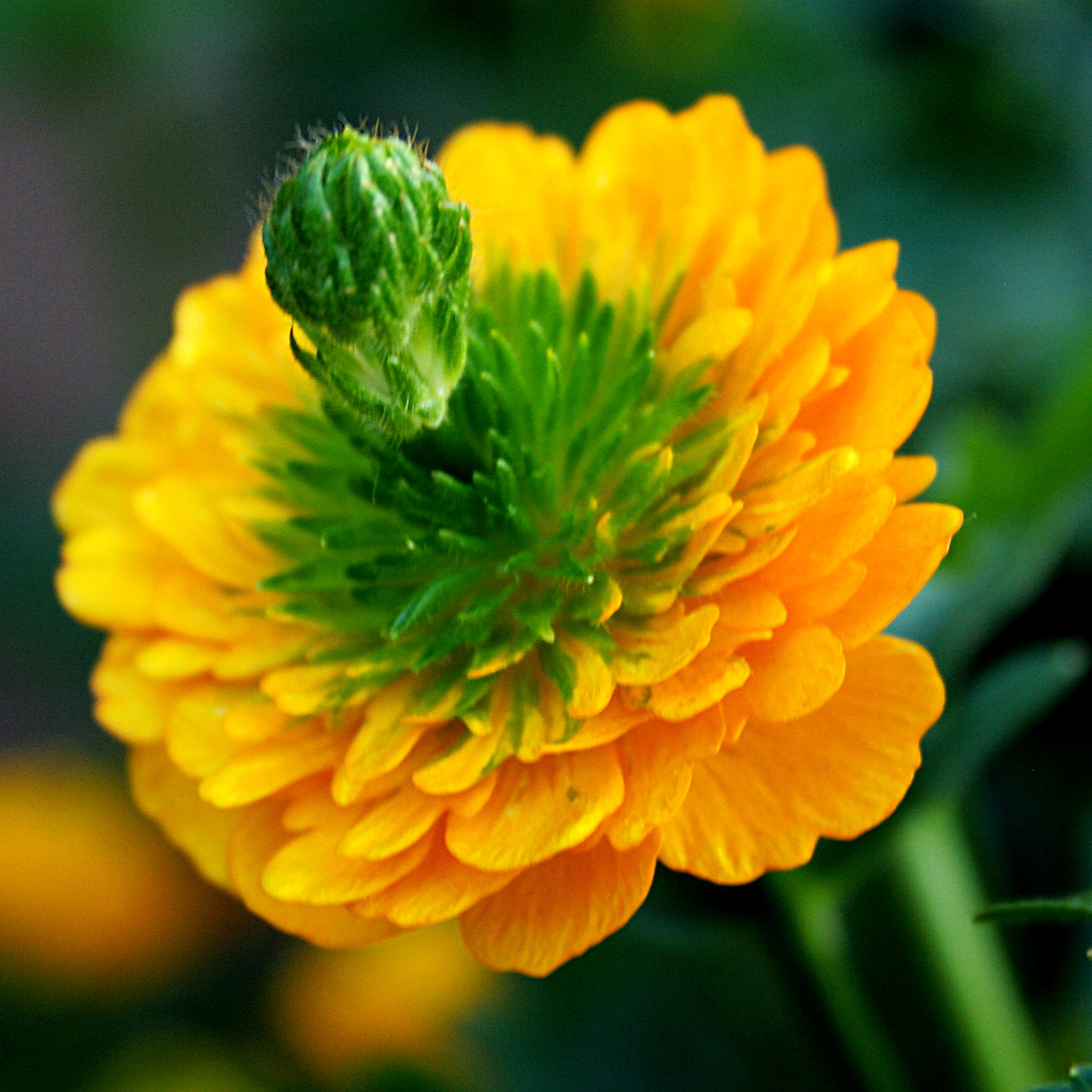
Odmiana jaskra bulwkowego 'Pleniflorus'

W obrębie tego gatunku oprócz podgatunku nominatywnego wyróżniono także dwa inne podgatunki:
- Ranunculus bulbosus subsp. aleae (Willk.) Rouy & Foucaud
- Ranunculus bulbosus subsp. castellanus (Boiss. & Reut. ex Freyn) P.W.Ball & Heywood

Ponadto tworzy mieszańce z jaskrem rozłogowym i jaskrem wielokwiatowym.

## Zastosowanie i uprawa
- Uprawiany jest ze względu na swój pokrój i ładne kwiaty, które u różnych odmian mogą być pojedyncze lub pełne. Nadaje się na rabaty.
- Jest łatwy w uprawie. Rozmnaża się go przez siew nasion (najlepiej zaraz po ich zebraniu) albo przez podział rozrośniętych kęp wiosną lub jesienią[11]. W okresie kwitnienia wskazane jest podlewanie. Najlepiej rośnie na przepuszczalnej i stale wilgotnej glebie, na stanowisku słonecznym lub półcienistym[11].